# إس إس أمريكا
إس إس أمريكا كانت سفينة ركاب أمريكية بنيت عام 1940 لشركة يونايتد ستايتز لاينز للسفن. لقد حملت أسماء عديدة في الفترة التي بين إنشائها عام 1940 وبين تحطمها عام 1994، حيث سميت بإس إس أمريكا، يو إس إس ويست بوينت، ذا إس إس أوستراليس، ذا إس إس إيتاليس، ذا إس إس نوجا، ذا إس إس ألفريدوس، ذا إس إس أمريكان ستار.
عام 1941، حملت السفينة جاسوسين نازيين من عصابة الجواسيس دوكويسن كفردين من الطاقم الذي يعمل على متنها، وهما: إروين ولهيلم سيغلر وفرانز جوزيف ستيغلر. الرجلان كانا متهمان من قبل مكتب التحقيقات الفيدرالي بالجاسوسية، وقد حكم على الأول بالسجن لمدة 10 سنوات والثاني لمدة 16 سنة.

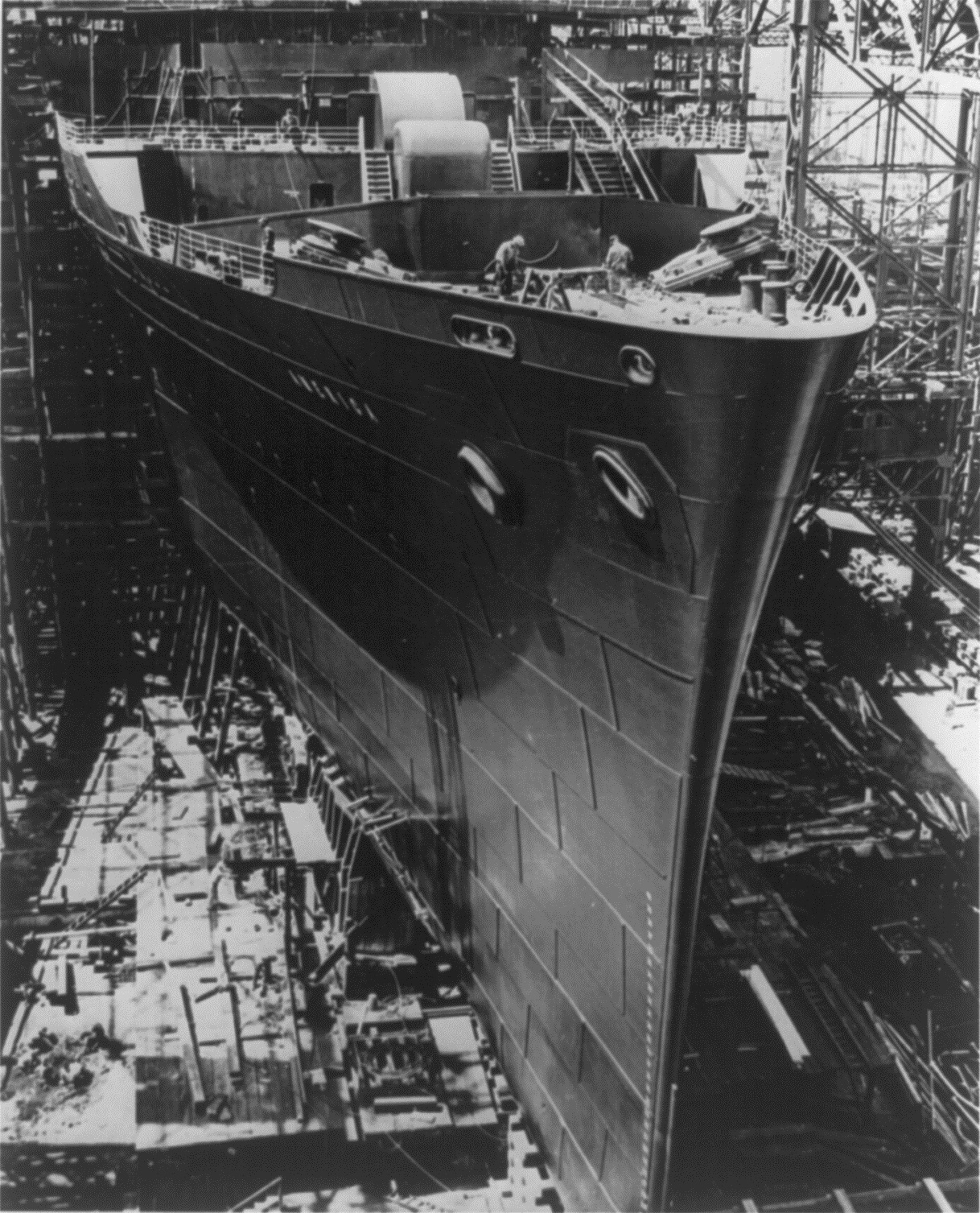
إس إس أمريكا تحت الإنشاء

## إنشاؤها
لقد كانت إس إس أمريكا إحدى أولى سفن الركاب القليلة التي قامت نساء ببناء قسمها الداخلي. لقد قاموا بترك الديكور المنمق القديم ليبنوا سفينة جميلة مريحة.
التصميم والأثاث الداخلي نصب لتزويد جو من البهجة والفتن الراقي في السفينة. لقد أنزلت السفينة إلى البحر في 31 أغسطس عام 1939 وكفلتها إليانور روزفلت، زوجة رئيس الولايات المتحدة.
لقد بدأت السفينة الخدمة كسفينة قائد الخطوط البحرية الأمريكية (United States Lines) في 22 آب عام 1940، عندما بدأت رحلتها الأولى.

## بداية عملها (1939 - 1941)
لقد صُمّمت إس إس أمريكا لتحمل 543 راكبًا في الدرجة الثانية، 418 راكبًا في درجة السائحين و241 راكبًا في الدرجة الثالثة، و643 من الطاقم. التجهيزات الداخلية للسفينة صممها المهندسان المعماريان إيغرز وهيغنز من شركة «إيغرز أند هيغنز» (Eggers & Higgins) للهندسة المعمارية، وهي شركة خاصة بهما في مدينة نيويورك، وقد قاما بتصميم السفينة لتكون من أفضل السفن في التصميم الأمريكي الحديث، حيث قاما باستخدام فولاذ لا يصدأ، خزف ومواد مصنعة.
بسبب تطور أحداث الحرب العالمية الثانية في أوروبا، حينما كانت الولايات المتحدة لا تزال حيادية، اسم السفينة «يونايتد ستيتس لاينز» وعلمان أمريكيان رُسموا على السفينة. وفي المساء أبحرت السفينة وهي مضاءة كليًا.
- لاحقا، تم بيعها لليونان.

## وقتنا الحاضر

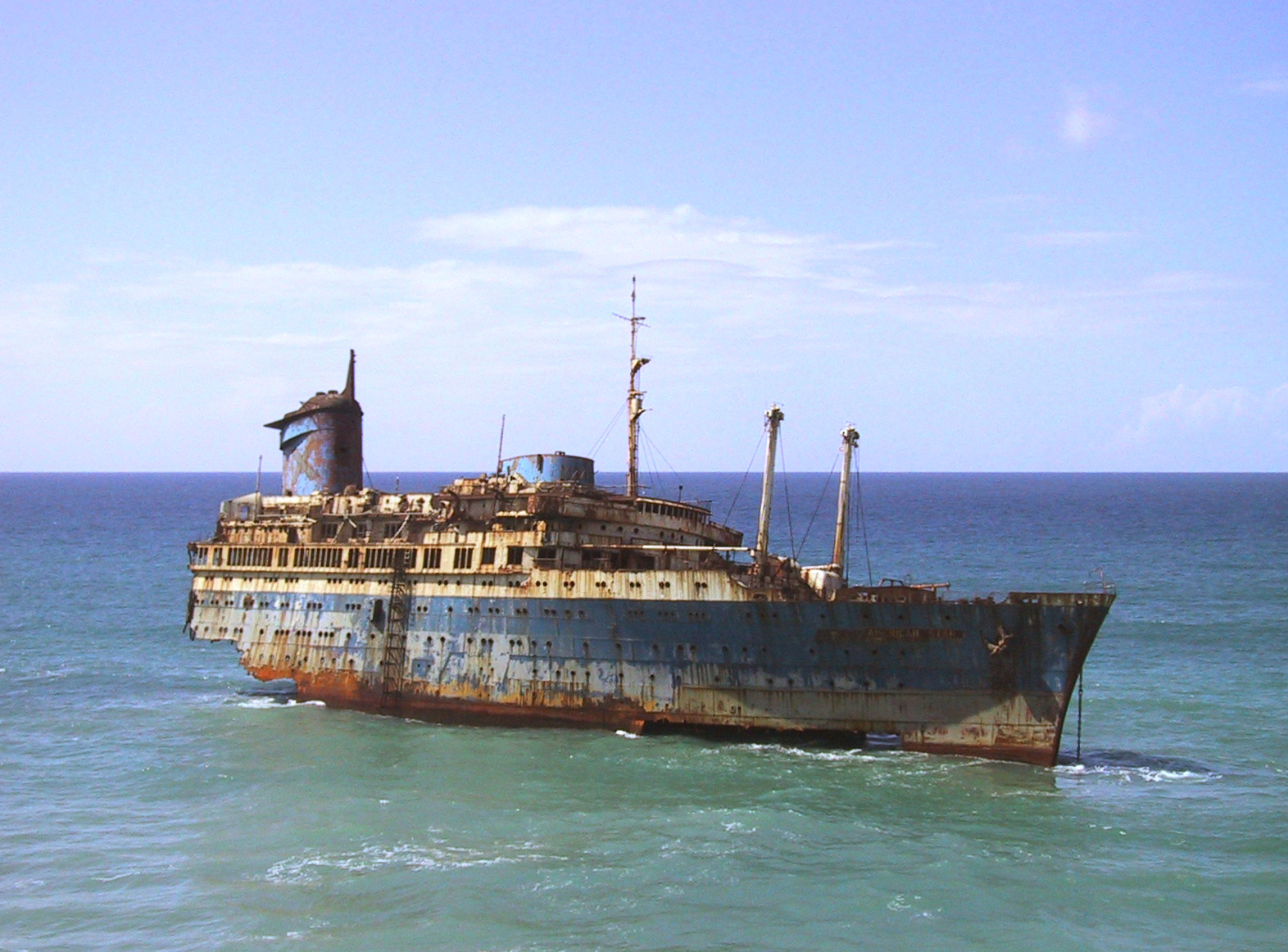
سفينة إس إس أميركا وهي جانحة

- بعد أخد وشد بيا اليونان وأميركا، تم بيع السفينة مرة أخرى مع نية تحويلها لتصبح سفينة فندقية من 5 نجوم على الرغم من سنوات الإهمال وبدنها الجيد المقاوم، تم إعادة ترميم بدنها وتبديل اسمها للنجمة الحمراء وغادرت نهائيا اليونان تقطرها الساحبة الأوكرانية Neftegaz 67.
- وبعد سحب لمدة 100 يوم دخلت السفينتان في عاصفة رعدية في المحيط الأطلسي وقطعت خيوط الجر وتم إعادة تدعيمها بخيوط الجر للطوارئ لكن كل هذا باء بالفشل، مما استدعى زورقي سحب للمساعدة. وفي 18 يناير جنحت السفينة قبالة شاطئ الساحل الغربي لفويرتيفنتورا في جزر الكناري.
- تدهور ماتبقى من بدن النجمة الأمريكية بين 2005 و2007 وقطعت وغرقت أجزائها. وتم الفصل والمناقشات بين ملاك السفينة وشرطة القطر وشركات التأمين السفن، لتبقى السفينة الجانحة بشاطئ رملي، وفي غضون 48 ساعة الأولى من قصف أمواج المحيط الأطلسي إنشطرت إلى قسمين.

القسم الخلفي إنهار وغرق وبقي الجزء الأمامي سليما.
- في نوفمبر عام 2005، فإن الجزء الأمامي بدأ في الانهيار ليسقط على المحيط في أكتوبر تشرين الأول 2006.
- في نيسان 2007 الجانب الأيمن في النهاية انهار مما تسبب في كسر في النصف وتسقط في البحر. خلال عام 2007 ما كان قد بقي إلا القليل لتختفي ببطء تحت الأمواج. اعتبارا من اليوم لم يبق سوى مجموعة من النفايات الحديدية لا يزال فوق الماء.

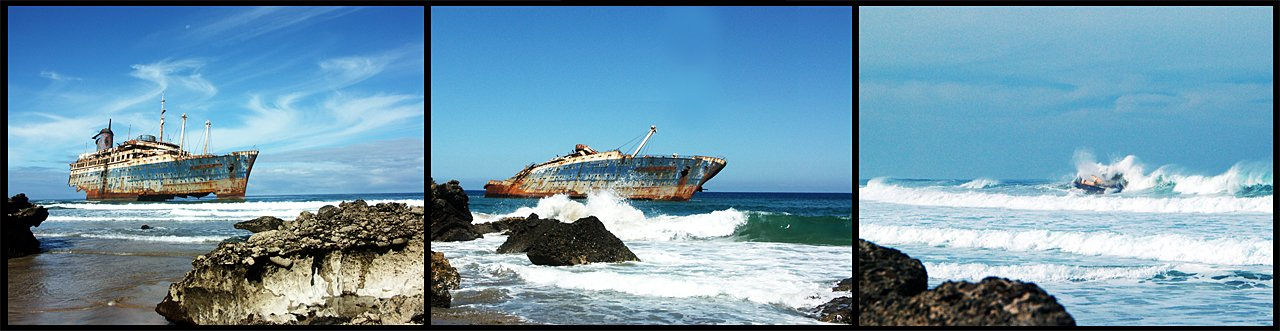
تدهور بدن السفينة مابين 2005-2007 ومنذ ذلك الوقت وهي قائمة على الشاطئ ،حتى لحظة الغرق

## وصلات خارجية
- موقع يهتم بالسفينة
- موقع بهتم بالسفينة